# Dư Cảnh Thiên
Dư Cảnh Thiên (giản thể: 余景天, phồn thể: 余景天, bính âm: Yú Jǐng Tiān) sinh ngày 21 tháng 8 năm 2002 tại Thành Đô, Tứ Xuyên, là một nam ca sĩ, diễn viên và vũ công trực thuộc công ty giải trí Astro Music. Hiện tại, anh đang theo học tại Đại học New York. Năm 2019, anh tham gia chương trình truyền hình thực tế sống còn Produce X 101 của kênh Mnet, và dừng lại ở thứ hạng 19 trong đêm chung kết.

## Tiểu sử
Dư Cảnh Thiên sinh ra ở Thành Đô, Tứ Xuyên, lớn lên ở Canada, anh từ nhỏ đã học đàn piano, ngoài yêu thích ván trượt, anh còn có thể nói 4 thứ tiếng khác nhau. Lúc nhỏ khi xem loạt phim Harry Potter, anh đã có mong muốn trở thành một diễn viên. Năm 2012, Dư Cảnh Thiên tham gia Little Sunshine do đài phát thanh AM1430 của Canada tổ chức, trong cuộc thi anh biểu diễn các màn dance và ảo thuật. Sau đó, Dư Cảnh Thiên được một công ty môi giới phát hiện và trở thành thực tập sinh. Ngoài ra, khi Dư Cảnh Thiên 15 tuổi, anh còn là Ban giám khảo ở tỉnh Tứ Xuyên của chương trình âm nhạc The Voice of China 2018 của kênh Chiết Giang TV.

## Sự nghiệp
Năm 2019, với tư cách là thực tập sinh dưới trướng Hongyi Entertainment, anh đã tham gia chương trình tuyển chọn nhóm nhạc nam Produce X 101 của kênh Mnet, và giành được điểm A ở màn đánh giá lớp đầu tiên, cuối cùng anh đã đi thẳng đến chung kết và dừng lại với thứ hạng 19 ở vòng loại trừ ba, trở thành thực tập sinh nước ngoài duy nhất tiến thẳng đến chung kết, nhờ đó mà anh cũng đã nhận được nhiều sự chú ý hơn kể cả trong và ngoài nước.
Năm 2021, anh tham gia chương trình thực tế sống còn Thanh xuân có bạn 3 của kênh iQIYI, tại vòng đánh giá lớp đầu tiên đã xuất sắc tiến vào lớp A. Ngày 30 tháng 1, bộ phim Nằm mơ đi! Tinh tinh do anh làm khách mời chính thức phát sóng, trong phim anh vào vai một người “bạn trai dấu chấm hỏi” bình thường và chân thành, anh cũng góp giọng cho ca khúc nhạc phim phiên bản nam “Anh không phải một người bạn trai hoàn hảo”.

## Danh sách phim

### Phim truyền hình
| Năm  | Tựa đề               | Vai | Bạn diễn            | Ghi chú   |
| ---- | -------------------- | --- | ------------------- | --------- |
| 2021 | Nằm mơ đi! Tinh Tinh | —   | Kim Tĩnh, Trần Hách | Khách mời |

## Chương trình truyền hình

### Thành viên cố định
| Năm  | Kênh  | Tên chương trình    | Số tập |
| ---- | ----- | ------------------- | ------ |
| 2019 | Mnet  | Produce X 101       | 12     |
| 2021 | iQIYI | Thanh xuân có bạn 3 | 24     |